# ルター (クレーター)
ルター (Luther) は、月の北部、晴れの海と夢の湖の境界付近に位置するクレーターである。24個の小惑星を発見した19世紀のドイツの天文学者ロベルト・ルターにちなんで名づけられた。
ルターは晴れの海を南北に走るスミルノフ尾根の北端に位置しており、ルターの東南東には巨大なポセイドニオスが位置している。ルターの北方にはダニエル谷が走っている。
ルターの周壁は円に近い形状をしており、御椀上の底面をしている。

## 従属クレーター
ルターのごく近くにある小さな無名のクレーターについては、アルファベットを付加することによって識別される。
| 名称 | 月面緯度     | 月面経度     | 直径 |
| ---- | ------------ | ------------ | ---- |
| H    | 北緯 36.0 度 | 東経 22.8 度 | 7 km |
| K    | 北緯 37.5 度 | 東経 23.3 度 | 4 km |
| X    | 北緯 36.1 度 | 東経 24.3 度 | 4 km |
| Y    | 北緯 38.1 度 | 東経 24.4 度 | 4 km |